# Марілуїзе Бек
Марілуїзе Бек (нім. Marieluise Beck; нар. 25 червня 1952, Брамше, Нижня Саксонія) — німецька політична діячка і до 2017 року депутат Бундестагу від партії Союз 90/Зелені, член Парламентської асамблеї Ради Європи (ПАРЄ). Була речницею своєї партії з східноєвропейської політики. З 2002 по 2005 роки Марілуїзе Бек займала посаду парламентського державного секретаря у Федеральному міністерстві у справах сім'ї, людей похилого віку, жінок та молоді Німеччини, а з 1998 по 2005 роки — представниця з питань міграції у федеральному уряді Німеччини. З 17 лютого 2006 року одружена з своїм багаторічним партнером, політиком партії Союз 90/Зелені та головою ради правління Фонду Гайнріха Белля — Ральфом Фюксом, разом із яким вони мають двох дочок. Після закінчення кар'єри у Бундестазі та завершення головування Ральфа Фюкса у фонді 15 листопада 2017 році вони заснували Ліберальний модерний центр.

## Біографія

### Навчання та кар'єра
Після закінчення абітури в гімназії міста Оснабрюк Бек навчалася на педагогічному факультеті за фахом німецька мова, історія та соціальні науки у Гейдельберзькому університеті Рупрехта-Карла та Білефельдському університеті. Опісля працювала вчителькою у реальній школі в Пфорцгаймі та в загальноосвітній школі в Бремені.
Протягом першого шлюбу і до кінця 1980-х років повне ім'я політикині було Марілуїзе Бек-Обердорф.

### Партійна діяльність
Протягом навчання у Білефельді Бек була активною учасницею університетського соціалістичного об'єднання. З 1980 року вона є членкинею Партії зелених. З листопада 1980 року по червень 1982 року очолювала Партію зелених у Баден-Вюртемберзі й була членкинею земельної ради правління партії до обрання у Бундестаг на парламентських виборах 6 березня 1983 року.

### Депутатка у Бундестазі
У 1983 році Бек пройшла до Бундестагу по земельних списках Баден-Вюртемберга та стала членкинею першої фракції зелених у Бундестазі. З 1983 по 1984 роки вона була спікеркою фракції зелених. Після федеральних виборів у 1987 році вона повторно пройшла в Бундестаг за земельними списками Бремена. У Бундестазі вона перебувала до федеральних виборів 1990 року, на яких західні німецькі зелені зазнали невдачі. З 1991 по 1994 роки вона була членкинею Бременського парламенту. З 1994 по 2017 рік вона знову була обрана до Бундестагу від Бремена. ЇЇ виборчий округ був Бремен І.
Марілуїзе Бек була членом комітету з зовнішніх відносин, заступницею члена комітету з справ Європейського Союзу в Бундестазі та головою парламентської групи Боснія і Герцоговина у Бундестазі.

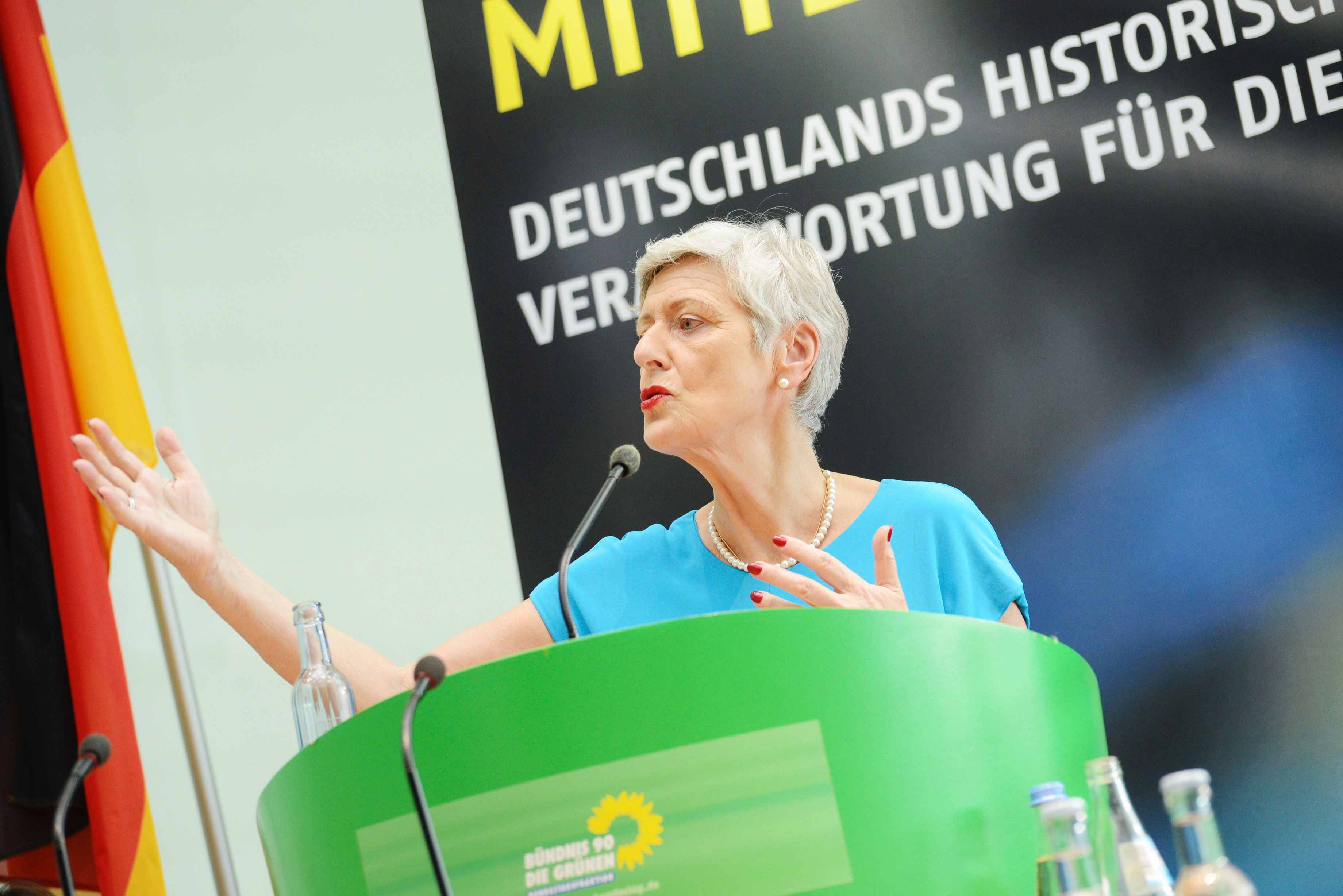
Марілуїзе Бек на заході фракції Союз 90/Зелені

У 2016 році Бек вирішила більше не балотуватися на парламентських виборах 2017 року. Вона висловилася, що була б рада продовжувати свою партійну діяльність у Бундестазі, проте, не бачила жодного шансу знову бути номінованою від земельного представництва на противагу Кірстен Капперт-Ґонтер, у якої вона з невеликим відривом виборола попереднє голосування у 2012 році.

## Зовнішньо-політичні погляди
Гостро критикує російську агресію проти Україні. Є принциповою прихильницею антиросійських санкцій з боку ЄС і Німеччини. У 2016 році доповідачки Парламентської асамблеї Ради Європи (ПАРЄ) Крістіна Зелєнкова (Чехія) та Марілуїзе Бек (Німеччина) провели чотириденний візит до України, відвідавши Київ, Маріуполь та Дніпропетровськ. У заяві доповідачок, розповсюдженій прес-службою ПАРЄ, наголошувалося: «Після незаконної анексії Криму повзуча гібридна анексія окупованих територій на Донбасі є неприйнятною з точки зору міжнародного права».
19 квітня 2016 року на слуханнях ПАРЄ «Конфлікт на Сході України: політичні та гуманітарні проблеми», Бек заявила, що «За нашою інформацією, в Кремлі створено п'ять «міністерств», які фактично керують так званими «ЛНР» та «ДНР». Крім того, вона охарактеризувала тодішній стан справ на окупованих територіях «гібридною анексією», яка стала неминучим наслідком гібридної війни, яку веде проти України Росія. Марілуїзе Бек підкреслила, що для врегулювання конфлікту на Сході України до Німеччини та Франції повинні долучитися США та Велика Британія, які на початку 1990-их гарантували Україні її територіальну цілісність. «Єдине, чого просила ця європейська країна за те, що відмовилася від своєї ядерної зброї», — наголосила Бек.
У червні 2018 року політична діячка підтримала відкритий лист діячів культури, політиків і правозахисників із закликом до світових лідерів виступити на захист ув'язненого у Росії українського режисера Олега Сенцова й інших політв'язнів.

## Нагороди
- 1995: Почесна громадянка боснійського міста Лукавац
- 1996: Кавалерський хрест (Орден «За заслуги перед Федеративною Республікою Німеччина»)
- 2008: Нагорода ім. Реґіни Гільдебрандт за солідарність з безробітними та бідними
- 2011: Нагорода солідарності з Білоруссю
- 2016: Нагорода ім. Рамера за сміливість у захисті демократії[14]
- 2017: Орден княгині Ольги III ступеня — За вагомий особистий внесок у зміцнення міжнародного авторитету Української держави, популяризацію її історичної спадщини і сучасних надбань (23.08.2017)[15]
- 2018: Почесне членство у Регіональній спілці в'язнів-жертв нацизму в Одесі